# The Woods (film, 2006)
Pour les articles homonymes, voir The Woods.
Pour plus de détails, voir Fiche technique et Distribution.
The Woods est un film américain réalisé par Lucky McKee, sorti en 2006.

## Synopsis
En 1965, au cœur d'une forêt de la Nouvelle-Angleterre, une jeune fille, Heather Fasulo, arrive comme pensionnaire à la Falburn Academy, mais elle possède un pouvoir spécial.

## Fiche technique
- Titre : The Woods
- Réalisation : Lucky McKee
- Scénario : David Ross
- Musique : John Frizzell et Jaye Barnes Luckett
- Photographie : John R. Leonetti
- Montage : Dan Lebental & Joel Plotch
- Production : Bryan Furst & Sean Furst
- Sociétés de production : Cinerenta Medienbeteiligungs KG, Furst Films & United Artists
- Société de distribution : United Artists
- Pays :  États-Unis
- Langue : Anglais
- Format : Couleur - Dolby Digital - DTS - SDDS - 35 mm - 2.35:1
- Genre : Horreur
- Durée : 91 min
- Budget : 12000000 $
- Dates de sortie : 24 avril 2006 (festival du film fantastique d'Amsterdam), 3 octobre 2006 (sortie vidéo Canada, États-Unis)
- Public : Interdit aux moins de 12 ans

## Distribution
- Agnes Bruckner (VF : Sylvie Jacob) : Heather Fasulo
- Patricia Clarkson : Miss Traverse
- Rachel Nichols : Samantha
- Lauren Birkell : Marcy Turner
- Bruce Campbell (VF : Vincent Violette) : Joe Fasulo
- Emma Campbell (VF : Céline Monsarrat) : Alice Fasulo
- Marcia Bennett : Miss Mackinaw
- Gordon Currie : le shérif
- Jude Beny : l'infirmière de l'école
- Jane Gilchrist : Miss Cross
- Catherine Colvey : Miss Leland
- Kathleen Mackey : Ann Whales
- Cary Lawrence : Miss Charevoix
- Colleen Williams : Miss Arbor
- Melissa Altro : Barb

## Autour du film
- Le tournage a débuté le 15 septembre 2003 et s'est déroulé à Montréal, au Canada.